# 2015 en Haïti
Cet article présente les faits marquants de l'année 2015 en Haïti.

## Évènements
- 13 janvier : le président Michel Martelly dissout le Parlement, il doit désormais gouverner par décret jusqu'aux élections[1].
- 16 janvier : Evans Paul devient Premier ministre, succédant à Florence Duperval Guillaume qui assurait l'intérim.
- 17 février : une bousculade lors du carnaval à Port-au-Prince fait 16 morts et 78 blessés[2].
- 9 août : élections législatives.
- 25 octobre : élection présidentielle (premier tour).